# Templeton (Iowa)
Templeton és una població dels Estats Units a l'estat d'Iowa. Segons el cens del 2000 tenia 334 habitants.

## Demografia
Segons el cens del 2000, Templeton tenia 334 habitants, 144 habitatges, i 95 famílies. La densitat de població era de 314,5 habitants/km².
Dels 144 habitatges en un 29,9% hi vivien nens de menys de 18 anys, en un 60,4% hi vivien parelles casades, en un 4,2% dones solteres, i en un 34% no eren unitats familiars. En el 30,6% dels habitatges hi vivien persones soles el 18,1% de les quals corresponia a persones de 65 anys o més que vivien soles. El nombre mitjà de persones vivint en cada habitatge era de 2,32 i el nombre mitjà de persones que vivien en cada família era de 2,93.
Per edats la població es repartia de la següent manera: un 25,4% tenia menys de 18 anys, un 6,3% entre 18 i 24, un 29% entre 25 i 44, un 20,1% de 45 a 60 i un 19,2% 65 anys o més.
L'edat mediana era de 39 anys. Per cada 100 dones de 18 o més anys hi havia 94,5 homes.
La renda mediana per habitatge era de 37.500 $ i la renda mediana per família de 44.375 $. Els homes tenien una renda mediana de 35.208 $ mentre que les dones 18.750 $. La renda per capita de la població era de 18.703 $. Entorn del 4,9% de les famílies i el 3,2% de la població estaven per davall del llindar de pobresa.

## Poblacions més properes
El següent diagrama mostra les poblacions més properes.